# Brassó Városi Civilizációjának Múzeuma
Brassó Városi Civilizációjának Múzeuma 2009-ben nyílt meg a város főterén álló Closius-házban. Négy szinten mutatja be a város polgárainak életét a 17–20. századok között: az alagsorban és a földszinten a brassói vásárokkal, kereskedelemmel kapcsolatos kiállítás tekinthető meg, az első emelet termei korabeli patricius-szobákként és műhelyekként, műtermekként vannak berendezve, a tetőtér pedig időszaki kiállításoknak ad helyet. Románia első ilyen jellegű létesítménye.

## Története
A múzeumnak otthont adó épület a város főterén álló Closius-ház. A telken már a 14. században ház állt, majd 1566-ban többszintes kereskedőházként építették újra: pince az áruk tárolására, földszint a kereskedésnek, emelet a lakrészeknek. 1873-ig a Closius család, a brassói szász elit neves képviselői birtokolták, tőlük a román Dimitrie Eremias örökölte. 1948-ban a kommunisták államosították, majd a rendszerváltás után visszaszolgáltatták Eremias leszármazottainak, akik eladták a házat a megyei önkormányzatnak. A felújított épületben 2009-ben nyílt meg a múzeum.
A múzeumi gyűjtemény története a 20. század elejére nyúlik vissza. 1908-ban brassói szász gyűjtők megalapították a Barcasági Szász Múzeumot, 1937-ben pedig az ASTRA szintén múzeumot nyitott Brassóban. 1948-ban a hatalomra kerülő kommunisták kisajátították a gyűjteményeket, és megalapították a Brassói Állami Múzeumot. Ennek néprajzi részlege 1991-ben önállósodott, és létrejött a Brassói Néprajzi Múzeum. Ez utóbbi részlegeként nyílt meg 2009. szeptember 8-án Brassó Városi Civilizációjának Múzeuma.
A múzeum megnyitásakor még nem volt minden kiállítóterem berendezve, az állandó kiállítások csak később nyerték el végleges formájukat.

## Leírása
A múzeum a 17–20. századbeli szász település társadalmát mutatja be: az etnikailag színes város életét, a jellemző mesterségeket, a polgárok foglalatosságait és  szokásait. Különös hangsúlyt fektet Brassó földrajzi elhelyezkedésére: a Balkán és a Nyugat találkozásánál fekvő város több évszázadon keresztül fontos kereskedelmi központnak számított, ahol számos külföldi kereskedő megfordult, és a helyi mesterek termékein kívül nyugati áruk és keleti cikkek is gazdát cseréltek.

### Alagsor
Az épület pincéjében két nagy helyiség van, ahol régen az árukat tárolták. Falaik habarccsal rögzített terméskőből állnak, tégla boltívekkel. A kisebbikben egy lapidárium van, ahol az épület régi kő ablak- és ajtókeretei és habán kerámia tekinthető meg. A teremben egy vetítő is helyet kapott, ahol az épület restaurálásának menetét mutatják be. A nagyobbik termet áruraktárként rendezték be (hordók, bálák, ládák, vödrök), és több tárló is található itt, melyekben vásárokhoz kapcsolódó tárgyak (mérlegek, erszény, pénz), dokumentumok, és a Closius-család személyes tárgyai láthatóak.

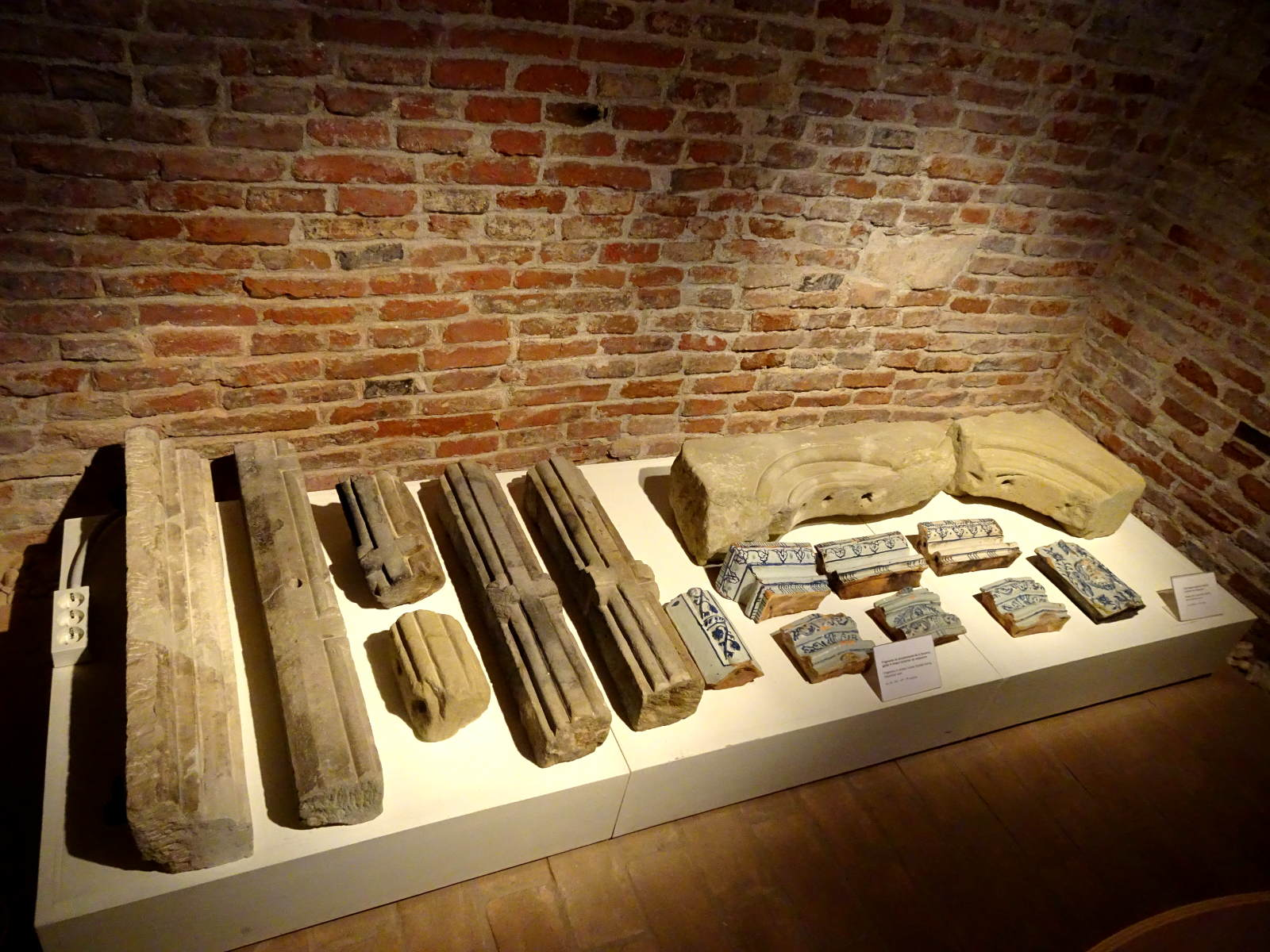
A lapidárium
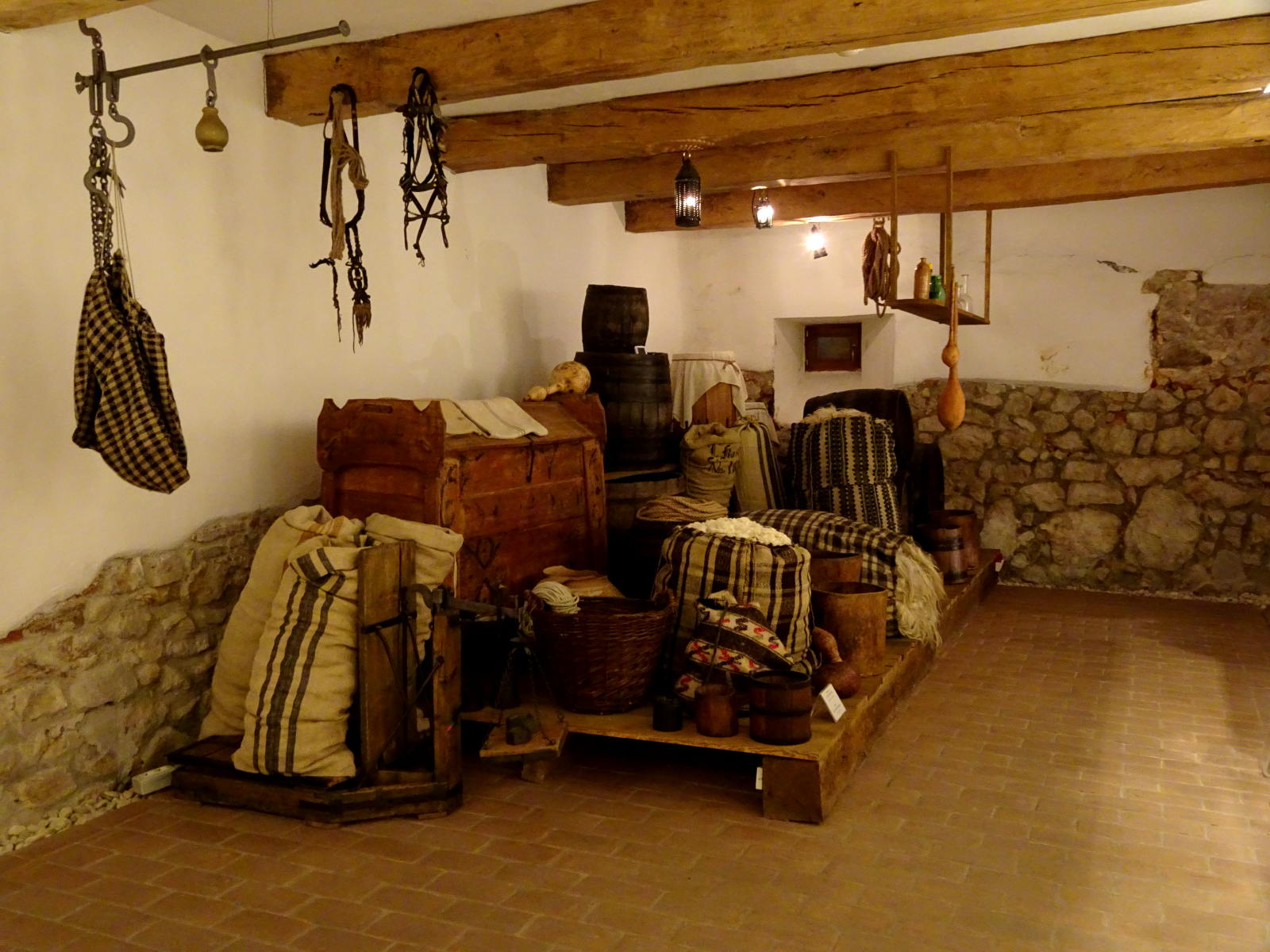
Áruraktár
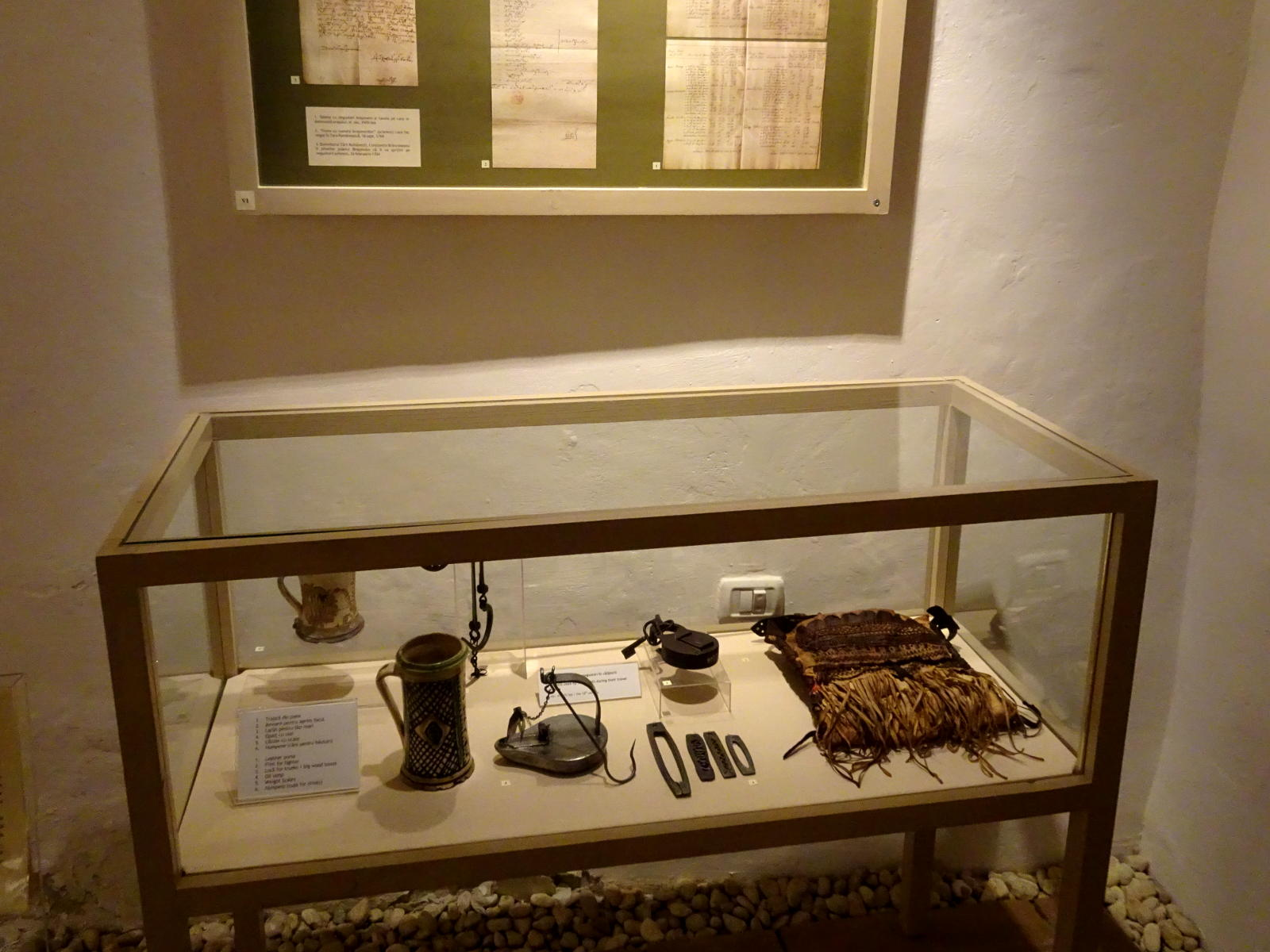
Vásárokhoz kapcsolható tárgyak
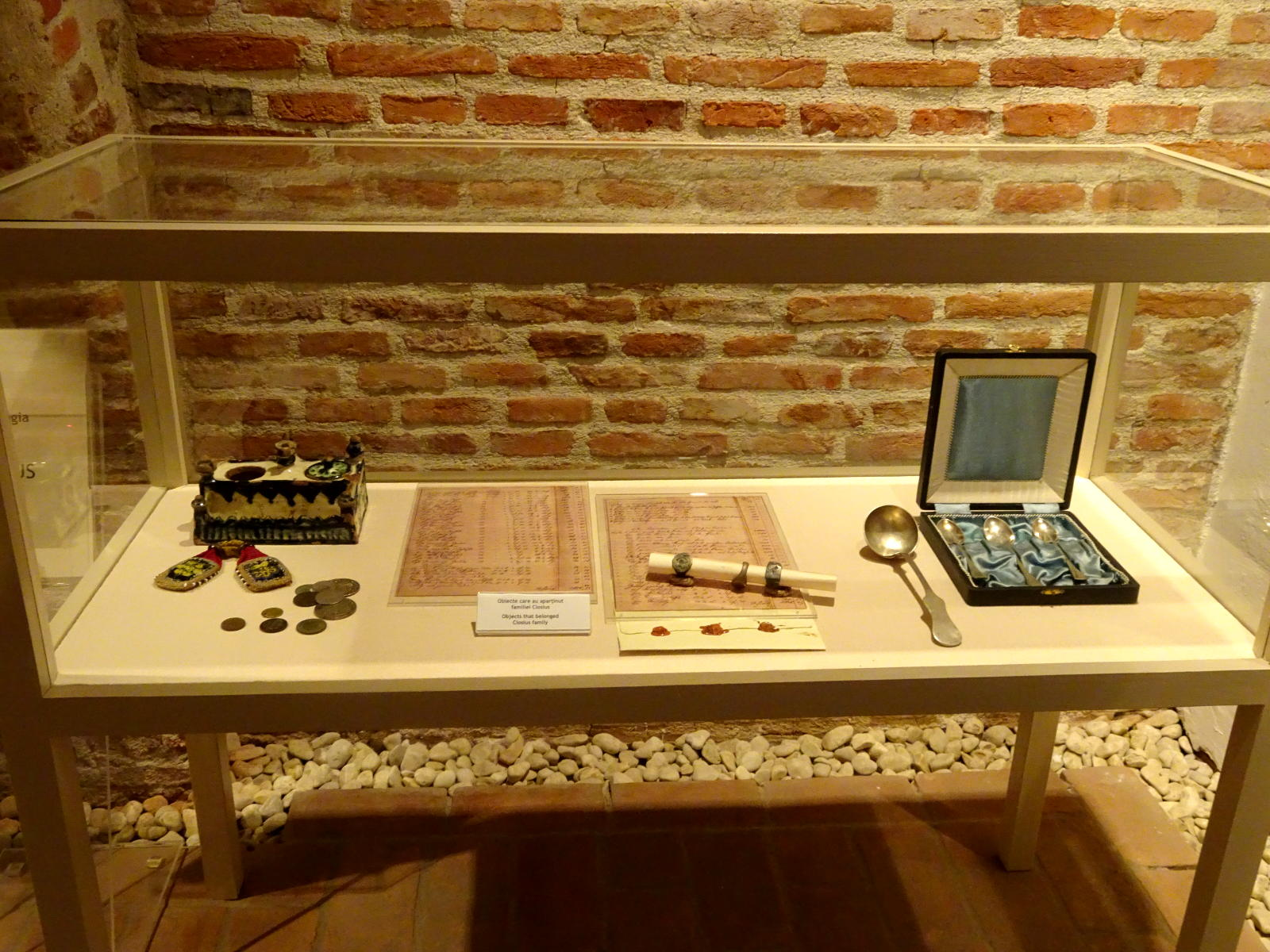
A Closius-család személyes tárgyai

### Földszint
A Főtér felőli nagy, boltíves mennyezetű teremben az erdélyi reneszánszra jellemző, növényi motívumokat ábrázoló falfestményeket állítottak helyre. Itt az üzletkötéseket idéző tárgyak tekinthetőek meg (ládák, kofferek), a vásári hangulatot pedig vetítővászon jeleníti meg. Mellette, a félköríves boltozatú átjáróban (mely egykoron a belső udvarra vezetett, később lezárták) különféle vásári portékákat állítottak ki – szövetek, ruhadarabok, edények, szőnyegek, fegyverek stb. Egy további teremben fűszerek, gyógynövények, festőnövények láthatóak.

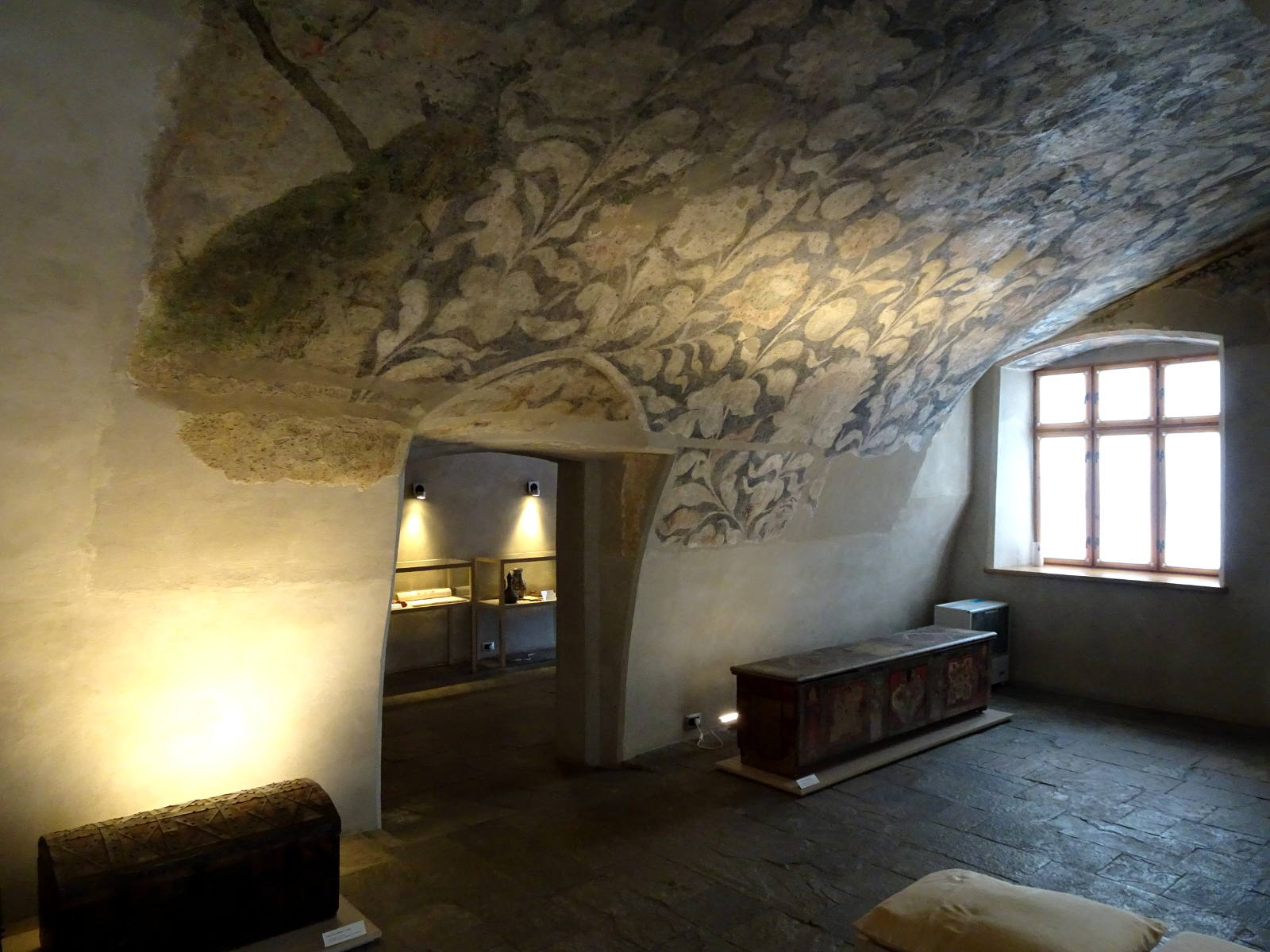
Restaurált falfestmények
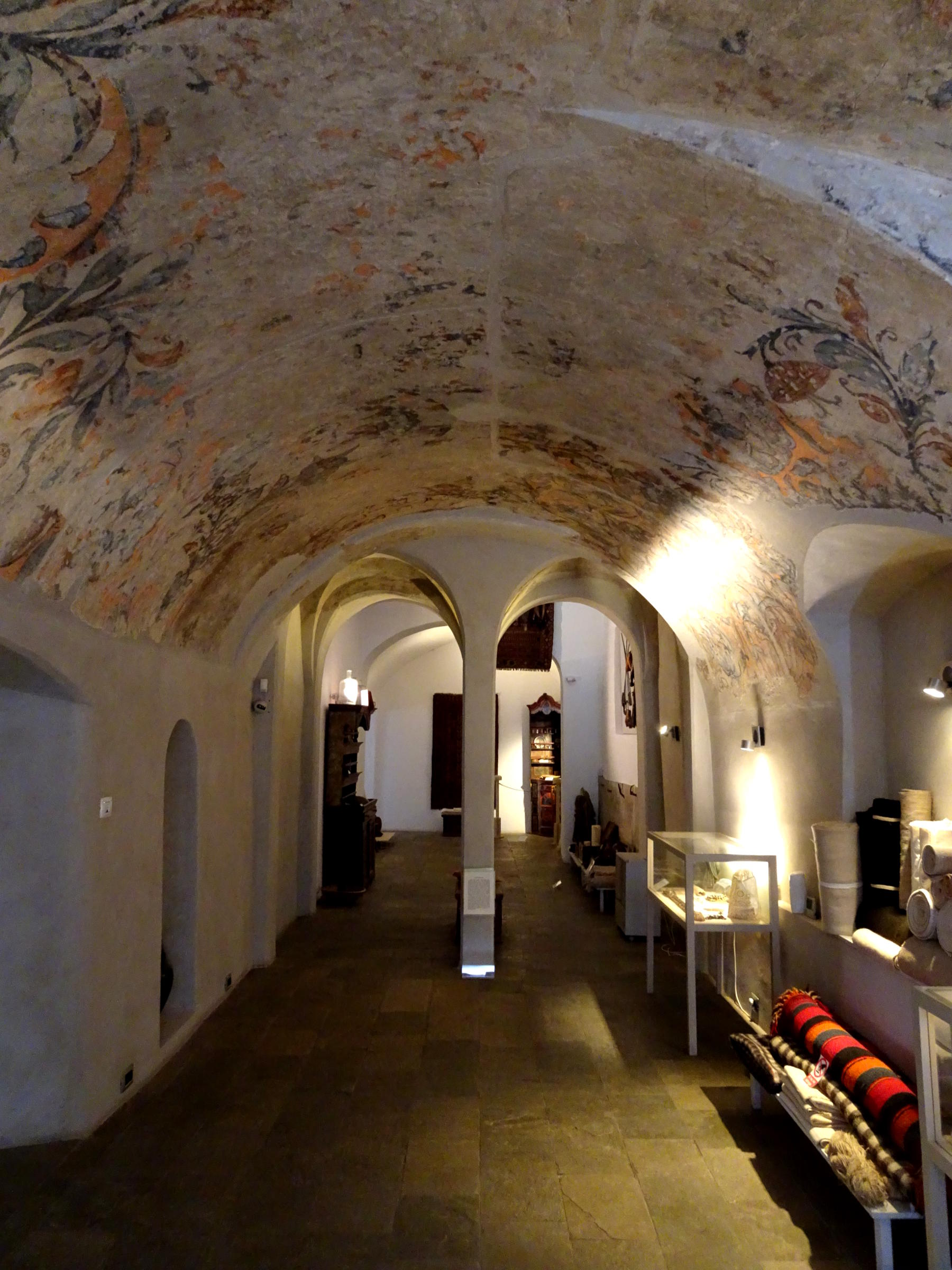
Az egykori átjáró
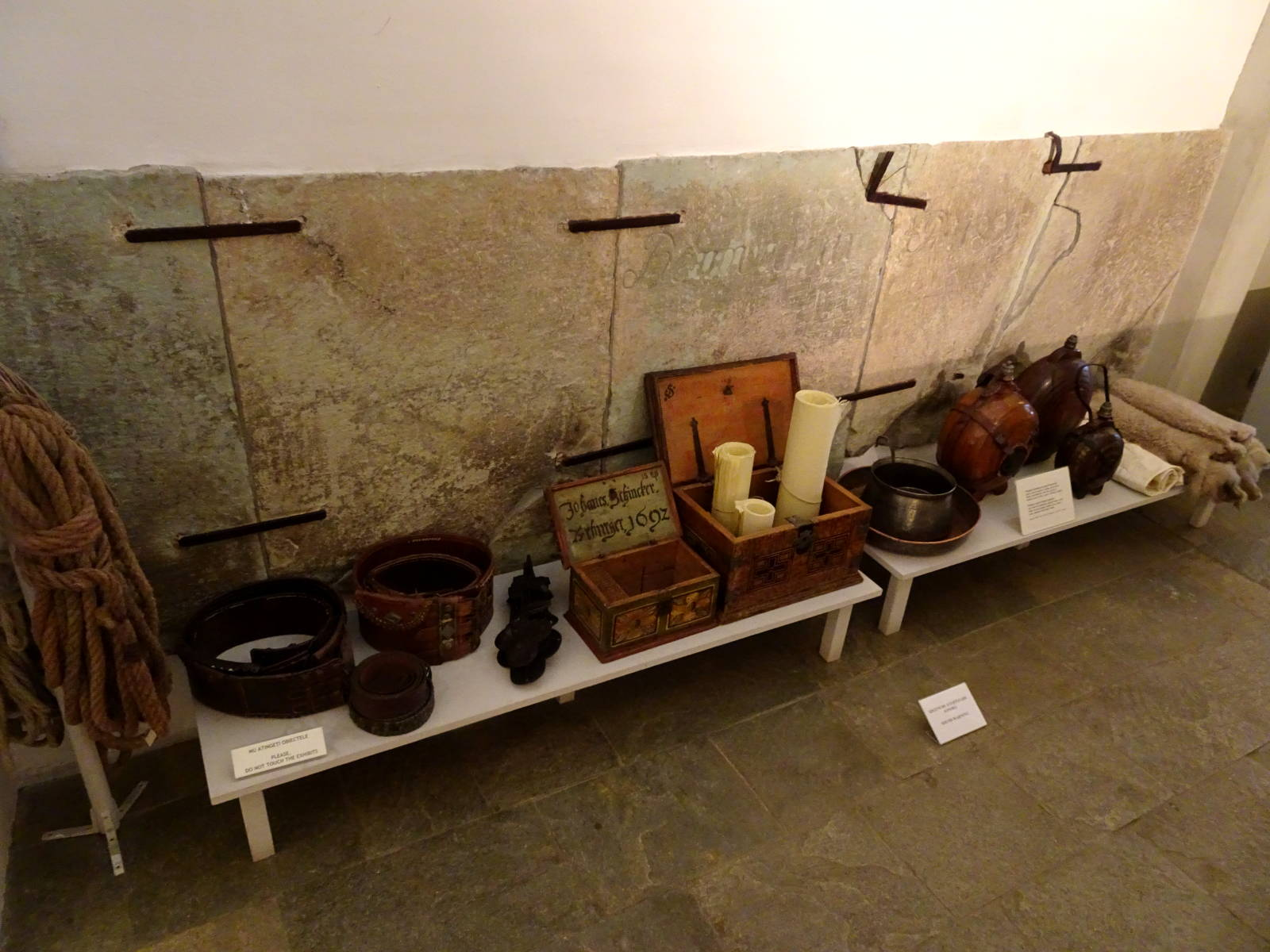
Vásári portékák
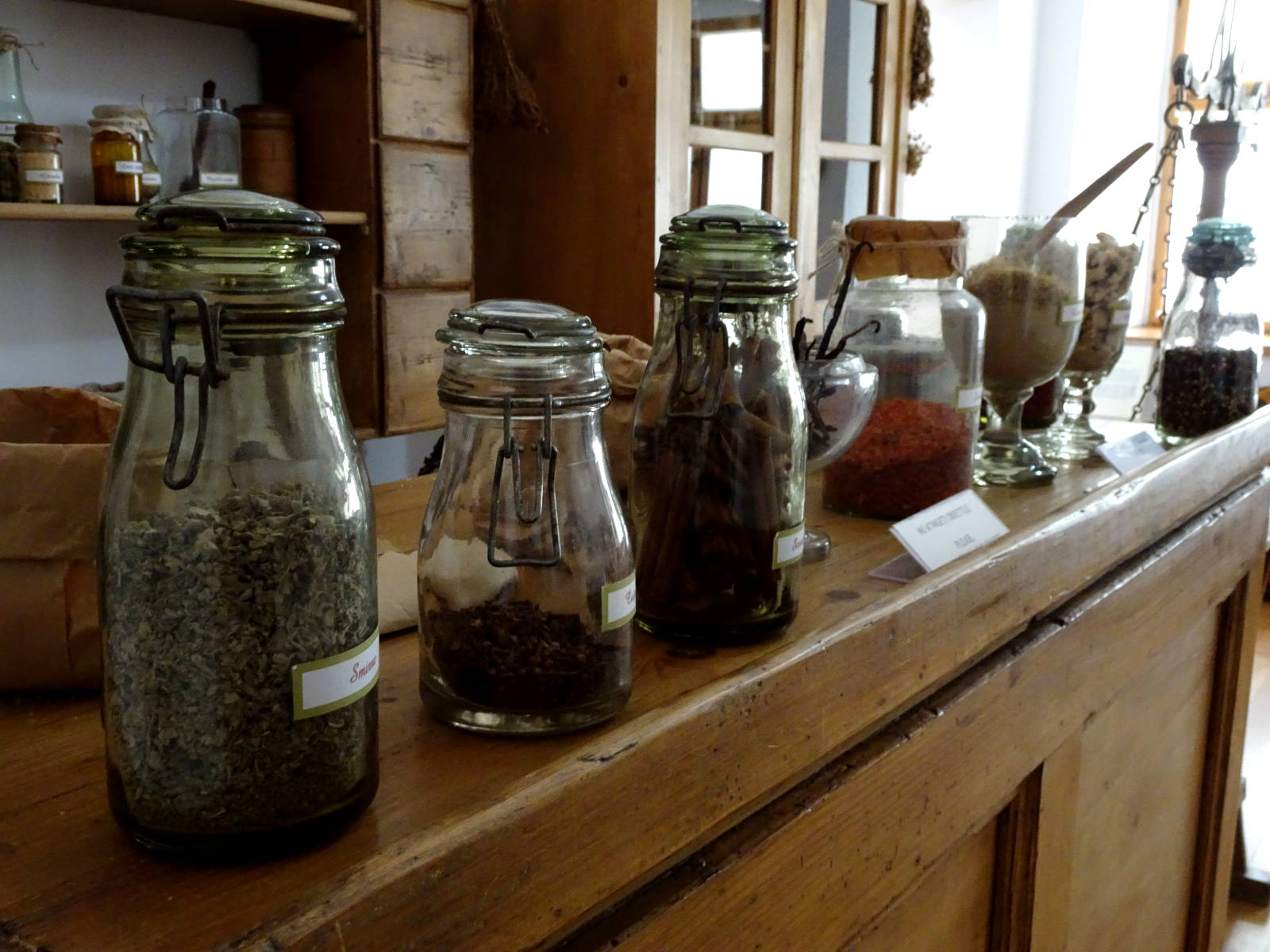
Fűszerek

### Emelet
A 19. században Brassó nyugati nagyvárosok, különösen Bécs stílusát és divatját vette át: a polgárok megváltoztatták felfogásukat az otthont, a családot, az öltözködést, a művészetet illetően. Az egyik termet 19. századi patriciusotthon szobájaként rendezték be biedermeier bútorokkal és korabeli ruhákat viselő manökenekkel, falain klasszicizáló falfestményeket tártak fel. Mellette gyermekszoba tekinthető meg. Egy további szoba műhelyeket (szabó, kalapos) és régi Kapu utcai kirakatokat idéz, majd egy fényképész műterem tekinthető meg. Az emeleten van a múzeum szuvenírboltja is.

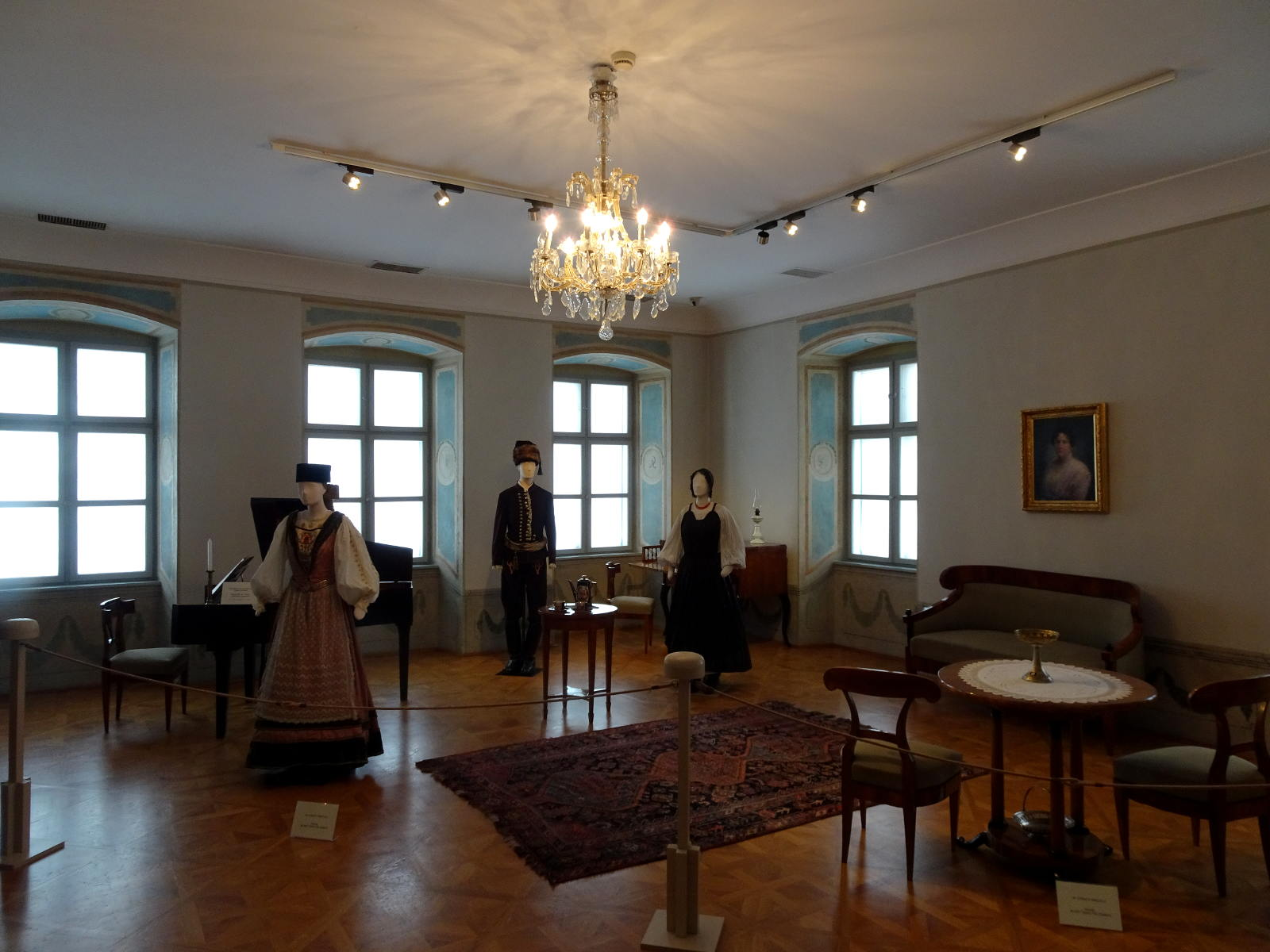
Korabeli szoba
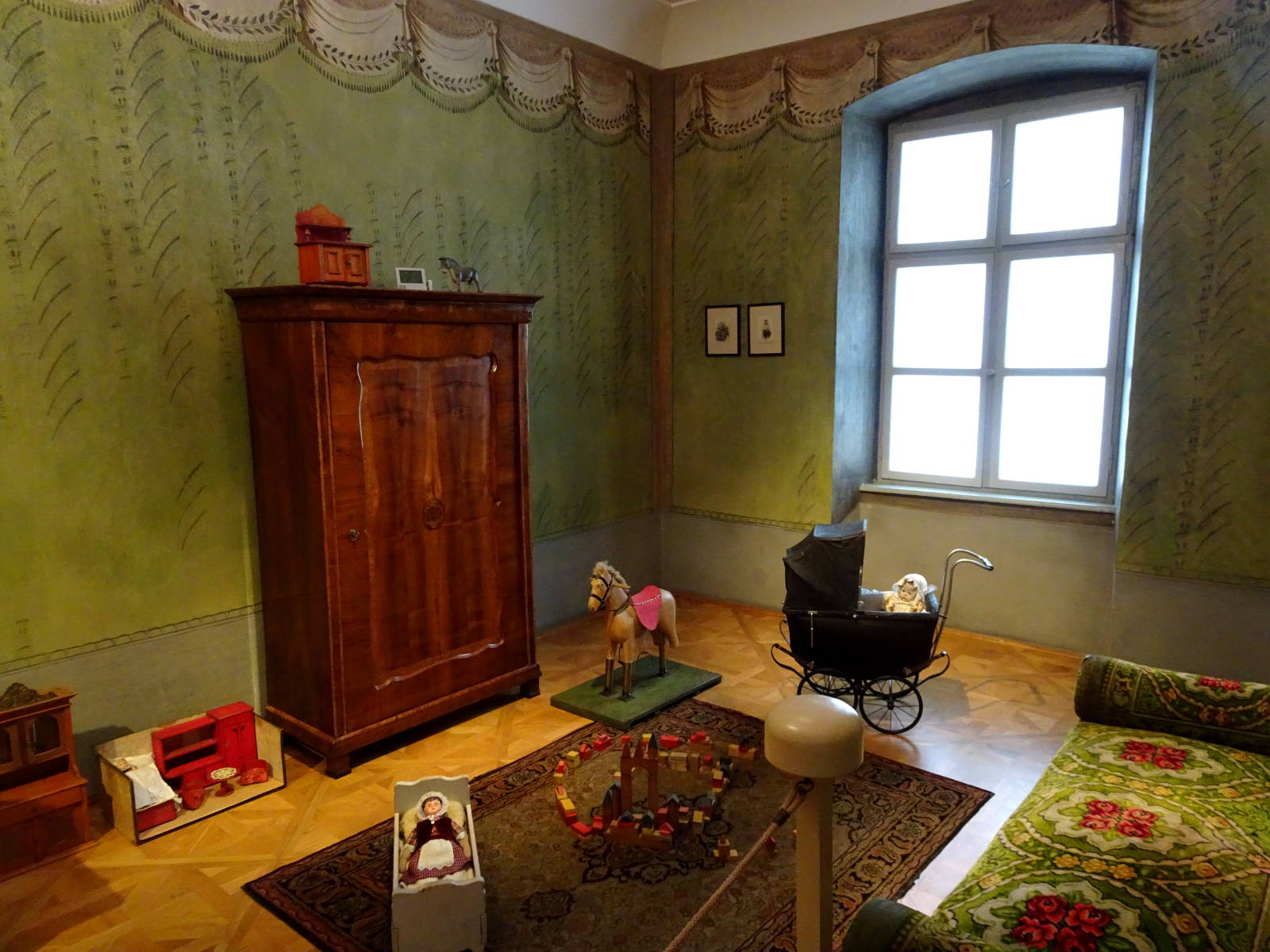
Korabeli gyermekszoba
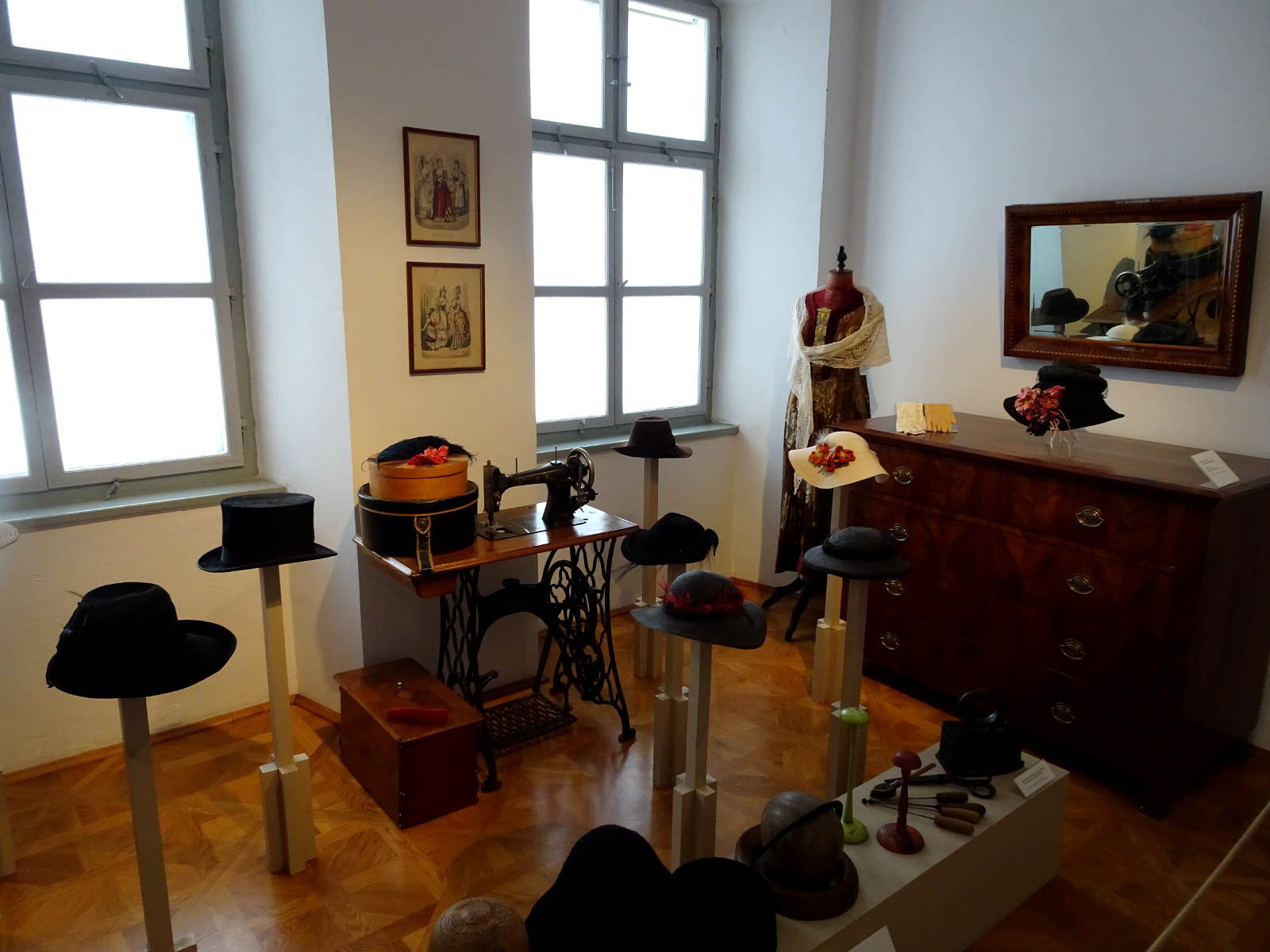
Kalaposműhely
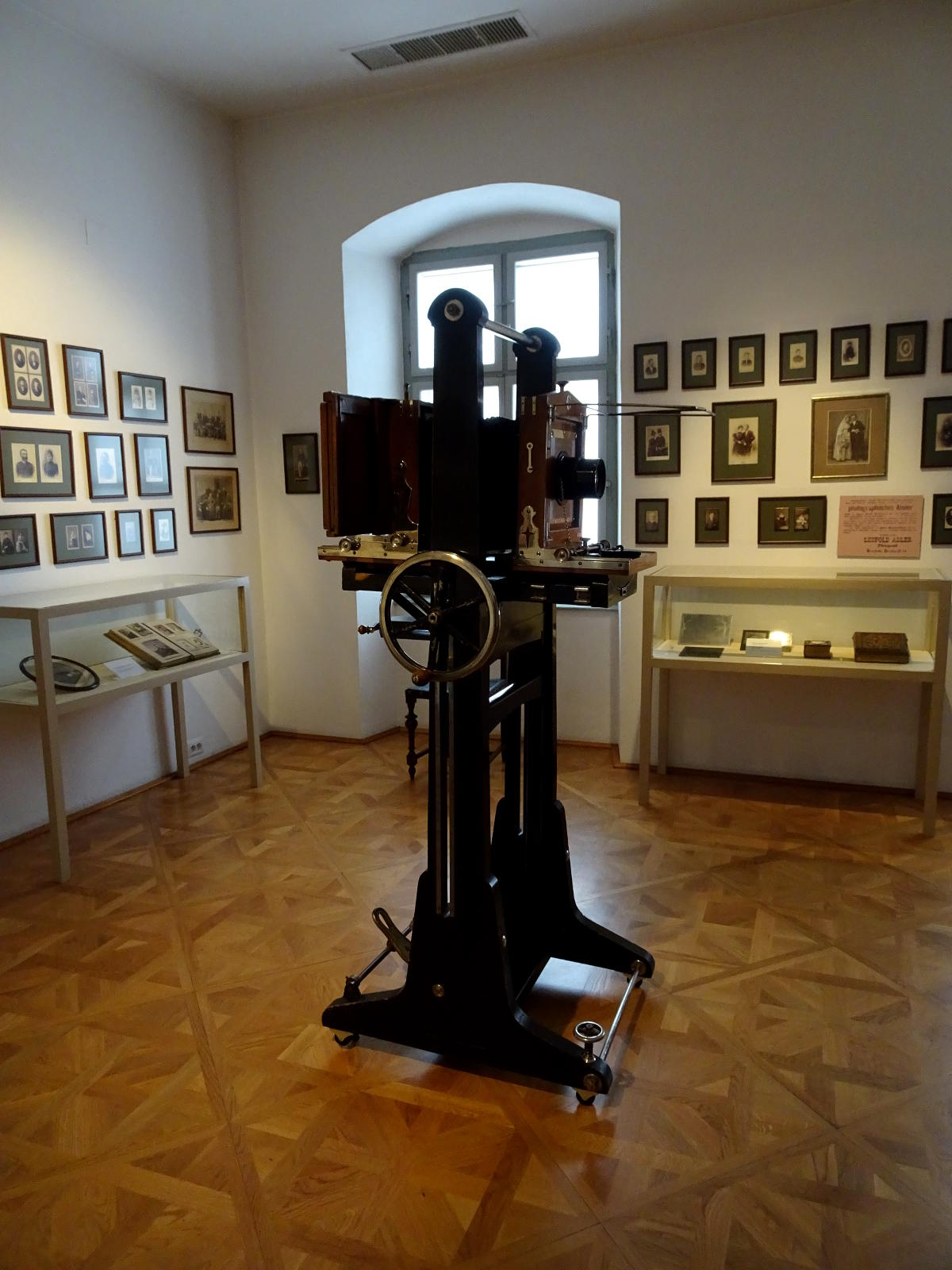
Fényképészet

### Tetőtér
A tetőtér időszaki kiállításoknak, szimpóziumoknak, kulturális eseményeknek ad helyet. Az időszaki kiállítások között magyar vonatkozású is volt: 2016 tavaszán az 1863-ban alapított Brassói Magyar Dalárda bemutatását tekinthették meg az érdeklődők.